# Roland (ópera de Lully)
Roland (título original en francés; en español, Roldán) es una tragedia lírica en un prólogo alegórico y cinco actos con música de Jean-Baptiste Lully y libreto en francés de Philippe Quinault, basado en el poema épico Orlando furioso de Ludovico Ariosto. Fue estrenada en la corte de Versalles el 8 de enero de 1685. 
Es la penúltima tragedia de Lully y Quinault. Parece que el rey Luis XIV proporcionó el tema de la historia que a diferencia de la mayoría de las tragédies de Lully, no pertenece a la mitología clásica, sino a la caballería medieval. Esto ocurrió también con la ópera que la precedió y la que le siguió: Amadís (1684) y Armide (1686). Las óperas de Lully y Quinault generalmente reflejaban el pensamiento de su patrón, el rey Luis XIV. El rey recientemente había caído bajo la influencia de la piadosa Madame de Maintenon y había reafirmado su fe religiosa y su deseo de imponer la ortodoxia católica sobre Francia. Así que el caballero cristiano Roldán era un tema ideal para la época. 
Esta ópera rara vez se representa en la actualidad; en las estadísticas de Operabase no aparece entre las óperas representadas en el período 2005-2010.

## Personajes
| Personaje                                                                   | Tesitura     | Reparto del estreno 8 de enero de 1685 (Director: - ) |
| --------------------------------------------------------------------------- | ------------ | ----------------------------------------------------- |
| Roland (Orlando)                                                            | bajo         | François Beaumavielle                                 |
| Angélique (Angélica)                                                        | soprano      | Marie Le Rochois                                      |
| Médor (Medoro)                                                              | haute-contre | Louis Gaulard Dumesny                                 |
| Témire                                                                      | soprano      | Mlle Armand                                           |
| Astolfe (Astolfo)                                                           | haute-contre |                                                       |
| Logistille (Logistilla)                                                     | soprano      |                                                       |
| Demogorgon                                                                  | bajo         |                                                       |
| Coro: Hadas, isleños, pastores y pastoras, héroes y seguidores de la Gloria |              |                                                       |

## Grabaciones
- Roland (completo): Nicolas Testé (Roland), Anna Maria Panzarella (Angélique), Olivier Dumait (Médor), Logistille (Salomé Haller); Les Talens Lyriques, Christophe Rousset (Ambroisie, 2004)
- El monólogo de Roland en el Acto IV fue grabado por el bajo Olivier Lallouette en Les Plaisirs de Versailles, un CD de música de Lully por Les Arts Florissants dirigidos por William Christie (Erato, 2002).